# Vojin Popović (general)
Vojin Popović, črnogorski general, * 30. oktober 1913, † 2. oktober 1962.

## Življenjepis
Leta 1937 se je pridružil KPJ in bil posledično večkrat zaprt zaradi revolucionarnega delovanja. Med vojno je bil politični komisar več enot.
Po vojni je bil politični komisar Garde JLA, pomočnik poveljnika armade, poveljnik divizije in vojaškega področja,...